# Leif Næss
Leif Næss, né le 29 janvier 1923 et mort le 10 juin 1973, est un rameur d'aviron norvégien.

## Palmarès

### Jeux olympiques
- Londres 1948
  -  Médaille de bronze en huite de pointe avec barreur[1]